# Jorge Donn
Jorge Donn est un danseur argentin né à San Juan le 25 février 1947 et mort à Lausanne le 30 novembre 1992.  
L'origine de son nom de famille viendrait du fleuve russe le Don car sa mère arrivée enfant en Argentine répétait inlassablement ce mot sans pouvoir donner le nom de famille (lu dans les Mémoires de Maurice Béjart).

## Biographie

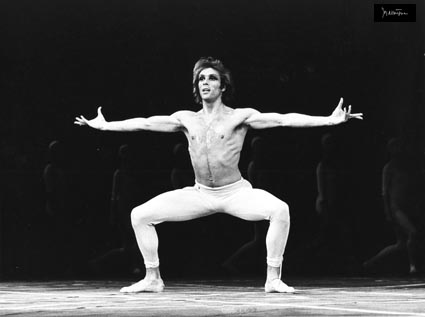
Jorge Donn- IXe symphonie de Beethoven - Maurice Béjart - 1976

Après des études à l'école de ballet du Teatro Colón, il rejoint le Ballet du xxe siècle dirigé par Maurice Béjart en 1963. Il en devient bientôt l'un des principaux solistes et crée les rôles titres de la Neuvième symphonie (1964), de Roméo et Juliette (1966), de la Messe pour le temps présent (1967), de Nijinsky, clown de Dieu (1971), de Notre Faust (1975), du Boléro (1979), etc. Il reprend aussi des rôles importants d’anciennes œuvres de Béjart comme dans Les Quatre Fils Aymon. Il danse du contemporain et du folklorique. Il devient également le compagnon de Maurice Béjart.
En 1980, il devient le directeur artistique du Ballet du XXe siècle, puis, lorsque Béjart quitte Bruxelles pour Lausanne, Jorge Donn fonde sa propre compagnie, l'« Europe Ballet », qui ne durera que quelques mois. Il rejoint ensuite le Béjart Ballet Lausanne de Maurice Béjart à Lausanne, où il reprend notamment Nijinsky (1990). Il meurt du sida deux ans plus tard à Lausanne.
Il a incarné un personnage inspiré de Rudolf Noureev dans le film Les Uns et les Autres de Claude Lelouch où il interprète le Boléro de Ravel.

## Hommage et postérité
Maurice Béjart lui rend un hommage posthume dans son ballet Le Presbytère n’a rien perdu de son charme, ni le jardin de son éclat en 1997, une œuvre interrogeant les nombreuses victimes du Sida. Le ballet incorpore des musiques de Freddie Mercury et débute par une mise en scène de corps recouverts d'un linceul blanc. Gil Roman pose alors la question suivante : « Vous nous avez dit faites l’amour pas la guerre. Pourquoi l’amour nous fait-il la guerre ? »,.

## Filmographie

### Au cinéma
- 1970 : Bhakti : Krishna
- 1978 : Couleur chair : Ramon
- 1981 : Les Uns et les Autres : Boris & Sergei Itovitch / Lead Dancer of Boléro
- 1990 : Il y a des jours... et des lunes de Claude Lelouch : le danseur (non crédité)

### À la télévision
- 1972 : Romeo e Giulietta
- 1974 : Per la dolce memoria di quel giorno
- 1977 : Je suis né à Venise
- 1979 : Grâce à la musique
- 1983 : Les Uns et les Autres (série télévisée)
- 1990 : À force de partir, je suis resté chez moi